# Steve Furniss
Steven „Steve“ Charles Furniss (* 21. Dezember 1952 in Madison, Wisconsin) ist ein ehemaliger Schwimmer aus den Vereinigten Staaten. Er gewann eine olympische Bronzemedaille, eine Silbermedaille bei Schwimmweltmeisterschaften und vier Goldmedaillen bei Panamerikanischen Spielen.

## Karriere
Der 1,93 m große Steve Furniss war Spezialist im Lagenschwimmen. Bei den Panamerikanischen Spielen 1971 in Cali gewann er die 200 Meter Lagen vor seinem Landsmann Frank Heckl. Über die 400 Meter Lagen hatte er im Ziel über sechs Sekunden Vorsprung auf den zweitplatzierten Mexikaner Ricardo Marmolejo. Bei den Olympischen Spielen 1972 in München fand zunächst der Wettbewerb über 400 Meter Lagen statt. Steve Furniss erreichte das Finale mit der fünftschnellsten Vorlaufzeit. Im Finale siegte der Schwede Gunnar Larsson mit zwei Tausendstelsekunden Vorsprung vor Tim McKee aus den Vereinigten Staaten. Mit 0,72 Sekunden Rückstand gewann der Ungar András Hargitay die Bronzemedaille, 2,74 Sekunden dahinter schwamm Furniss auf den vierten Platz vor seinem Landsmann Gary Hall. Die fünf Erstplatzierten erreichten auch das Finale über 200 Meter Lagen. Larsson erschwamm seine zweite Goldmedaille mit 1,2 Sekunden Vorsprung. Dahinter schlugen die drei Schwimmer aus den Vereinigten Staaten innerhalb von 0,12 Sekunden an. McKee wurde wieder Zweiter, Furniss erhielt Bronze und Hall verfehlte eine Medaille um 0,04 Sekunden.
1973 nahm Steve Furniss an der Universiade in Moskau teil und erkämpfte drei Silbermedaillen: Über 200 Meter Rücken, über 400 Meter Lagen und mit der 4-mal-200-Meter-Freistilstaffel. 1974 stellte Furniss bei einem Länderkampf gegen die DDR den Weltrekord über 200 Meter Lagen des Schotten David Wilkie ein. Der Weltrekord hielt fast ein Jahr und wurde dann von Steves Bruder Bruce Furniss unterboten. 1975 fanden die Weltmeisterschaften in Cali statt. Über 200 Meter Lagen siegte der Ungar András Hargitay mit 0,03 Sekunden Vorsprung vor Steve Furniss. Drei Monate später war Mexiko-Stadt Austragungsort der Panamerikanischen Spiele 1975. Steve Furniss konnten seinen Doppelsieg von 1971 wiederholen. Über 200 Meter Lagen siegte er vor seinem Landsmann Mike Curington, über 400 Meter Lagen vor seinem Landsmann Rick Colella. Bei den Olympischen Spielen 1976 in Montreal trat Steve Furniss nur über 400 Meter Lagen an und erreichte den sechsten Platz.
Steve Furniss hatte Zahnmedizin an der University of Southern California studiert. Er war aber nach seiner Aktivenzeit bei den Sportausrüstern Adidas und Arena im Bereich Public Relations tätig. 1985 gründete er zusammen mit Joseph DiLorenzo ein eigenes Unternehmen TYR Sport, das er bis 2019 als Präsident und als CEO mitführte und das sich zu einem führenden Anbieter von Schwimmausrüstung entwickelte.